# Tots TV
Tots TV foi um programa de televisão infantil britânica de 276 episódios, criado pela Ragdoll Productions. Foi exibido pela primeira vez em 2 de outubro de 1995 nos Estados Unidos. Os criadores do programa são Andrew Devenport e Robins Stevens. A série se estreou às 1:00 p.m. ET/PT tempo em 2 de outubro de 1995 em Nickelodeon's Nick Jr. quadra nos Estados Unidos.

## Enredo
Os personagens principais são Tina, Tom e Tico. Os tots não tem pais e vivem sozinhos em uma grande casa que fica em uma enorme fazenda. A Casa é chamada pelos Tots de "Casa Secreta".
Tina é uma menina de cabelos longos e ruivos que fala espanhol na versão brasileira e estadunidense. Na versão original produzida no Reino Unido, Tina falava francês.
Tom é um menino com cabelos azulados que usa grandes óculos. Tico é o menor de todos os personagens e tem cabelos verdes.
Em uma parte dos episódios, os Tots saíam da Casa Secreta e iam para o exterior. Quando encontravam problemas, eles pediam ajuda para a sua mochila mágica que lhes dava coisas para resolver seus problemas.
Na maior parte dos episódios, os Tots permaneciam na Casa Secreta. Seu animal de estimação era um burro chamado de "Burrico".
No final dos episódios, um dos Tots lia uma história para os outros na hora de dormir. Para contar a história, o Tot que estava lendo usava fantoches.
O programa é exibido na Inglaterra pele Nickelodeon Entertainment Company e Cbeebies. O programa também já foi exibido pela TV Cultura no Brasil, e pela Discovery Kids.